# Zio Duke
Lo Zio Duke è un personaggio immaginario ricorrente della striscia a fumetti statunitense Doonesbury, creata dal fumettista Garry Trudeau.
Viene presentato, al suo esordio, come lo zio di Zonker Harris, sebbene i due non siano realmente parenti. All'interno della striscia viene designato unicamente come "Duke", e non è ben chiaro nemmeno se questo sia il suo nome proprio o il cognome: Zonker e altri conoscenti lo chiamano infatti "Duke" o "Zio Duke", mentre gli sconosciuti si rivolgono a lui come a "Mr. Duke". Ad ogni modo, il suo nome - così come il suo aspetto e gran parte della sua caratterizzazione - deriva da Raol Duke, alter ego autobiografico di Hunter S. Thompson nel romanzo Paura e disgusto a Las Vegas.
Nelle sue prime apparizioni, infatti, Duke lavorava come giornalista nello stile del "Gonzo journalism" ideato dallo stesso Thompson; nel tempo, tuttavia, questa sua attività è passata sempre più in secondo piano. Praticamente privo di qualsivoglia scrupolo morale, in perenne stato di alterazione dovuto all'abuso di alcol e droghe, Duke è infatti prima di tutto un geniale arrivista, truffatore e traffichino costantemente impegnato ad intrallazzare e lucrare nei più sordidi affari economici o politici statunitensi. Sembra infatti aver giocato un ruolo nei più importanti scandali politici, militari e finanziari del XX e XXI secolo, come il Watergate o la vicenda Enron; una "carriera" che lo ha portato, nel tempo, ad essere governatore delle Samoa Americane, lobbysta al Congresso, senatore, candidato Presidente, signore della guerra in Iraq e molto altro ancora.

## Biografia

### Infanzia
Dei primi anni di vita di Duke si sa molto poco; sua madre è apparsa raramente in alcuni flashback, in uno dei quali, risalente al giorno del suo diploma, la si vede dire commossa al figlio "uno dei tre uomini con cui uscivo sarebbe così fiero di te".
In un altro racconto fatto dallo stesso Duke, egli afferma di essere nato con indosso un paio di occhiali da sole -una delle sue principali caratterizzazioni.

### Anni '70
Al suo esordio nella striscia, avvenuto negli anni settanta, Duke lavorava come giornalista per il mensile Rolling Stone, sebbene il suo direttore, Jann Wenner, si lamentasse dell'estrema sconclusionatezza ed incoerenza dei suoi articoli, scritti sotto effetto di sostanze psicoattive.
Ben presto, tuttavia, mise in luce le sue vere doti venendo inspiegabilmente nominato dal Congresso Governatore delle Samoa Americane. Il suo incarico nell'arcipelago oceanico fu caratterizzato da una serie di tremende catastrofi naturali, e culminò con una crisi di ostaggi istigata dallo stesso Duke.
Malgrado ciò, riuscì a guadagnarsi i favori dell'allora Presidente Gerald Ford, che lo volle come ambasciatore statunitense in Cina. Qui, oltre ovviamente ad abusare della propria autorità per arricchirsi, Duke conobbe una giovane studentessa cinese, Zolletta Huan (in originale Honey Huan), che lavorava come sua interprete. La giovane cadde perdutamente innamorata di lui e, pur senza mai essere ricambiata, continuò a lavorare come sua assistente tuttofare per i successivi trent'anni. Dal canto suo Duke non mostrò mai il benché minimo affetto verso Zolletta, ma accettò di buon grado di tenerla presso di sé, sfruttandola senza remore approfittando della convinzione di lei -del tutto ingiustificata- di essere la sua "fidanzata".
Duke venne richiamato in patria nel 1977 in seguito all'elezione di Jimmy Carter. In questo periodo lavorò brevemente come produttore di laetrile, per poi essere nominato manager della squadra di football dei Washington Redskins, grazie alle sue conoscenze di medicina sportiva; conoscenze che riguardavano in realtà le sostanze dopanti ed il modo in cui queste potessero essere assunte senza venire scoperte. Tuttavia, ben presto fu costretto a lasciare la squadra -e a fuggire dallo Stato- a causa di uno scandalo avvenuto in una stanza d'albergo che coinvolgeva massicce quantità di allucinogeni e pompelmi.

### Anni '80
Dopo aver lasciato i Redskins, Duke divenne lobbysta per la National Rifle Association of America, occupazione che rifletteva il suo smodato amore per le armi da fuoco. Inoltre, riuscì a trasformare questa attività in un vero e proprio business di "affitto di mercenari". In questa veste, accettò l'"innominabilmente depravato ma altamente patriottico" incarico di una compagnia petrolifera di recarsi in Iran per risolvere una controversia legata ai diritti petroliferi. Paracadutatosi a Teheran, Duke riuscì nella sua missione ma venne successivamente arrestato e condannato alla fucilazione per "crimini contro Dio e la Repubblica Islamica dell'Iran". A questo punto, le sue vicende si intrecciarono con la concomitante crisi iraniana degli ostaggi; Duke venne infine rilasciato a seguito dei negoziati come 53° (e mai nominato) ostaggio; tuttavia flashback successivi sembrarono dimostrare come fossero stati proprio i suoi tentativi di corrompere i propri carcerieri a causare la Crisi.
Tornato negli Stati Uniti, divenne per qualche tempo trafficante di droga in Florida, attività mascherata da gite in barca per turisti al largo delle coste continentali. Durante uno di questi viaggi, tuttavia, i turisti stessi si ammutinarono scaricando Duke e Zolletta su di un'isola deserta. I due trascorsero qui diversi mesi, convinti di trovarsi su uno sperduto atollo dell'Atlantico, finché non vennero salvati da una coppia di turisti, che rivelarono loro di trovarsi su di un'isoletta a poche miglia dalle coste texane.
Dopo altre varie avventure, Duke si trasferì ad Haiti dove fondò una casa di cura intitolata al dittatore "Baby Doc" Duvalier. Chiamò a lavorare presso di lui anche il nipote Zonker, non tanto per le sue (inesistenti) conoscenze in fatto di medicina quanto per il suo talento nel beach volley, di cui la squadra locale aveva bisogno. Mentre si trovava ad Haiti, dopo l'ennesima notte di abusi di droga Duke venne ritrovato da Zolletta "più inerte del solito" e dichiarato morto. La notizia della sua dipartita venne presa sul serio da molti fan; poco tempo dopo, tuttavia, si scoprì come questi non fosse morto davvero, bensì "semplicemente" reso zombie dalle arti Voodoo del dittatore Duvalier, che lo rese così suo schiavo. Infine la sua vita venne riscattata da Zonker grazie ai 23 milioni di dollari che questi aveva vinto ad una lotteria.
Tornato in sé, Duke in breve tempo si buttò nuovamente nel mondo degli affari, fondando una industria di profilattici, la "Dr. Whoopee condom company", della quale perse però il possesso in seguito ad una battaglia finanziaria con John Gotti. In seguito venne impiegato dal miliardario Donald Trump come capitano della propria nave da crociera, la "Trump Princess". Nel frattempo Zolletta, tornata in Cina per una riunione di ex-allievi della sua vecchia Università, rimase -del tutto inconsapevolmente- coinvolta nella protesta di piazza Tiananmen, a seguito della quale venne dichiarata dalle autorità cinesi come uno dei "25 rivoltosi più ricercati" del Paese e costretta a rifugiarsi nell'ambasciata americana. Commosso da questo, lo stesso Trump offrì 2 milioni di dollari a chi fosse riuscito a riportarla negli Stati Uniti; di fronte a questa possibilità di guadagno Duke decise di compiere il grande passo, e riuscì a trarre in salvo Zolletta riportandola a casa sposandosi con lei, una decisione di cui si sarebbe poi pentito.
Successivamente, Duke venne scelto da George H. W. Bush come "Massimo Proconsole" di Panama, a seguito dell'invasione statunitense.

### Anni '90
Dopo la parentesi Panamense, Duke non esitò a sfruttare la guerra del Golfo per arricchirsi, prima vendendo armi ai guerriglieri in Kuwait e poi aprendo un sordido locale per le truppe a Kuwait City. In seguito appoggiò la campagna elettorale di David Duke per le primarie repubblicane nel 1992, e giunse poi a vendere foto ritoccate dell'assassinio di John F. Kennedy ad alcuni teorici del complotto.
Nel 1994, grazie all'appoggio dello Speaker repubblicano Newt Gingrich ottenne l'appalto per un orfanotrofio, chiamato "Nothin' But Orphans". Uno dei primi ospiti della struttura si rivelò però essere, come confermato da un test del DNA, il suo figlio da lungo tempo perduto, Earl. Abbandonato l'orfanotrofio, padre e figlio vissero per un certo tempo in un prefabbricato a Las Vegas, da cui organizzarono una svendita di giocattoli rubati (appartenenti alla figlia di Mike Doonesbury, Alex).

### Anni 2000 e avvenimenti recenti
Agli inizi del nuovo millennio, Duke partecipò come indipendente alle elezioni presidenziali con una propria campagna, chiamata "Duke 2000", che riuscì a guadagnarsi l'appoggio di sponsor quali la Lipton e l'Absolut Vodka. A seguito della sconfitta si riprese intraprendendo un fortunato traffico clandestino di cellule staminali e soprattutto lucrando sul fallimento della Enron, assistendo o, più spesso, ricattando i magnati coinvolti.
Lo scoppio della guerra in Iraq nel 2003 e la deposizione di Saddam Hussein diedero a Duke la possibilità di riciclarsi come signore della guerra: egli riuscì infatti a prendere possesso di un'area nota come "Al-Amok", e a divenire di fatto il capo dei saccheggiatori locali.
Alla fine del 2005 abbandonò l'Iraq e si spostò a New Orleans, pronto a lucrare sulla ricostruzione della città devastata dall'uragano Katrina. Durante questo soggiorno avvenne la (finora) definitiva rottura con Zolletta: la donna, stanca dei decennali abusi del suo "amato" -l'ultima goccia fu il suo farla dormire in una scialuppa, non consentendole di dividere la sua suite extra-lusso) lo abbandonò una volta per tutte. A seguito di ciò Duke rimase per quasi un anno in stato comatoso, sebbene lui abbia negato che la causa di ciò fosse la rottura con Zolletta. Lo stato di incoscienza, ad ogni modo, non gli impedì di divenire nuovamente un potente lobbysta grazie al prodigarsi del figlio Earl.